# Guatlla arlequí
La guatlla arlequí (Coturnix delegorguei) és una espècie d'ocell de la família dels fasiànids (Phasianidae) que habita praderies de l'Àfrica subsahariana, des del Senegal, Mali, sud del Sudan, Etiòpia i el sud d'Aràbia, cap al sud fins a Sud-àfrica, incloent l'illa de Bioko, i també Madagascar.